# Erik Bergstrand
Erik Östen Bergstrand (* 3. Juli 1904 in Uppsala; † 28. April 1987 in Linköping) war ein schwedischer Physiker, bekannt für neue Verfahren der Messung der Lichtgeschwindigkeit und geodätische Instrumente.
Bergstrand kam aus einer Wissenschaftlerfamilie. Sein Großvater Carl Erik Bergstrand war Agro-Chemiker und Geologe, sein Vater Östen Bergstrand Astronomieprofessor in Uppsala. 
Bergstrand interessierte sich als Jugendlicher für Astronomie und Radiotechnik. Er studierte Physik und arbeitete ab 1939 zunächst als Geodät für das staatliche Vermessungsamt in Stockholm. Dabei begann er sich für das Problem zu interessieren, Abstände genau zu messen und entwickelte dazu sein Geodimeter, das darauf basierte die Zeit zu messen, die Licht auf der Strecke zurücklegte. Dabei kam es zur Zusammenarbeit mit Manne Siegbahn am Nobelinstitut in Stockholm. 
Er stellte seine Geodimeter-Apparaturen auf internationalen Ausstellungen in Oslo (1948) und Brüssel (1951) vor und seine Geodimeter wurden von der Firma AGA ab den 1950er Jahren kommerziell produziert. Mit den Geodimetern konnte man zum Beispiel eine Strecke von 35 km an drei Abenden mit einer Genauigkeit von 7 cm einmessen, wozu man davor mehrere Monate brauchte mit einem Messfehler von 35 cm. Basis für die Längenbestimmung war eine genaue Bestimmung der Lichtgeschwindigkeit mit der Kerr-Zellen-Methode, die er ab 1948 durchführte.
1970 erhielt er den Rossby-Preis.

## Schriften
- Determination of the velocity of light, Handbuch der Physik, Band 24, 1956